# 아메리카짧은꼬리땃쥐류
아메리카짧은꼬리땃쥐류는 붉은이땃쥐아과 아메리카짧은꼬리땃쥐속(Blarina)에 속하는 포유류의 총칭으로 비교적 큰 땃쥐류 분류군의 하나이다. 아메리카에서 발견되며, 비교적 짧은 꼬리와 32개의 이를 갖고 있다.

## 하위 종
다음 종이 알려져 있다.
- 블라리나땃쥐 또는 북부짧은꼬리땃쥐 (B. brevicauda)
- 남부짧은꼬리땃쥐 (B. carolinensis)
- 엘리엇짧은꼬리땃쥐 (B. hylophaga)
- 에버글래드짧은꼬리땃쥐 (B. peninsulae)